# Вулиця Каліча Гора
Ву́лиця Калі́ча Гора́ — вулиця у Галицькому районі міста Львова, в місцевості Цитадель. Підіймається від роздоріжжя вулиць Мартовича та Стефаника і прямує до Львівської цитаделі. Прилучається вулиця Глібова.

## Історія
Ще у XV столітті невеличку вуличку, що підіймалася (долішня частина) до роздоріжжя з сучасною вул. Глібова називали Калічою через те, що у ранньому Середньовіччі у цій місцевості мешкали найбідніші мешканці міста, а також знаходився притулок для калік. Під час нацистської окупації, від листопада 1941 року — Берґштрассе. Після встановлення радянського режиму була повернена довоєнна назва і від 1946 року — Козака, на честь Владислава Козака — безробітного українця, якого під час мирної демонстрації біля львівської Ратуші 14 квітня 1936 року вбила польська поліція. На фасаді будинку, на розі з вулицею Стефаника, за радянських часів встановлено меморіальну табличку, що вулицю названо на його честь. 
У 1930-х роках була прокладена майбутня горішня частина вулиці, яка закінчувалася під Львівською цитаделлю. Так, від 1936 року вуличка називалася Каліча бічна. Під час німецької окупації, від 1943 року — Берґнебенґассе. У перші повоєнні роки була повернена довоєнна назва і від 1946 року — Козака бічна, а 1981 року вул. Козака бічну приєднано до вул. Козака. 1992 року вулиця отримала свою сучасну назву — Каліча Гора, на честь давньої назви цієї місцевості.

## Забудова
У забудові вулиці переважають архітектурні стилі — класицизм та історизм. Більшість будинків на вулиці внесені до Реєстру пам'яток архітектури місцевого значення.
№ 4 — у цій кам'яниці за Польщі містилася редакція газети «Польський голос», нині цієї адреси не існує.
№ 5 — триповерхова кам'яниця споруджена в середині XIX століття за проєктом львівського будівничого Сильвестра Берського для його власних потреб. Одразу після спорудження кам'яниці, її орендувала цісарсько-королівська Крайова шкільна рада для потреб чоловічої вчительської семінарії. У 1913—1939 роках будинок належав Національному інституту імені Оссолінських у Львові, а у його приміщенні тоді містилися майстерня для переплетення книжок (інтроліґаторня) та відділ експедиції цього навчального закладу. 1913 року поруч з будинком планувалося спорудження друкарні навчальної літератури Оссолінеуму за проєктом архітектора Збіґнєва Брохвіч Левинського. Від радянських років й до 2008 року тут містився військкомат Ленінського району (нині — Галицького району) м. Львова. У 2008 році, згідно директиви Міністерства оборони України, усі військкомати Львова були переселені в одну будівлю, що на вул. Батуринській, 2. Великі площі приміщень районних військових комісаріатів Львова повільно доводили до стану руїни, а потім продавали. Непроданим залишилося лише одне приміщення колишнього військкомату Галицького району, але стан його нині більш ніж незадовільний.
№ 7 — житловий будинок. Внесений до Реєстру пам'яток архітектури місцевого значення під охоронним  № 591-м.
№ 9 — житловий будинок. Внесений до Реєстру пам'яток архітектури місцевого значення під охоронним  № 592-м.
№ 10 — житловий будинок, споруджений у 1890-х роках за проєктом архітектора Юліуша Цибульського. Внесений до Реєстру пам'яток архітектури місцевого значення під охоронним № 1247-м.
№ 11 — прибуткова кам'яниця споруджена у 1909—1910 роках в стилі модернізованого класицизму за проєктом архітектора Збіґнєва Брохвіча-Левинського для Броніслава Дембінського.
№ 14 — тут за Польщі містилася пекарня Желязовського.
№ 18 — житловий будинок, збудований у 1912 році. Скульптурне оздоблення Якуба Рисяка. Будинок внесений до Реєстру пам'яток архітектури місцевого значення під охоронним№ 2133-м.
№ 20 — житловий будинок. Внесений до Реєстру пам'яток архітектури місцевого значення під охоронним № 2134-м.
№ 22 — житловий будинок. Внесений до Реєстру пам'яток архітектури місцевого значення під охоронним № 2135-м.
№ 24 — колишня вілла «Засвіття» (пол. «Zaświecie»), що колись була оздоблена вежею. Від 1899 року тут мешкала відома польська поетеса періоду «Молодої Польщі» Мариля Вольська зі своїм чоловіком — інженером та нафтовим промисловцем Вацлавом Вольським. Також вілла була місцем поетичних зустрічей групи «Планетники» (пол. «Płanetnicy»), до якої вона належала, серед інших Леопольд Стафф, Едвард Порембович, Юзеф Руффер, Ян Захрадник та Остап Ортвін. Останніми власниками будинку були їхня донька Беата та чоловік Беати — землевласник Юзеф Обертинський. В останні роки віллу перебудували у стилі «євроремонт» та огородили муром та масивною брамою.

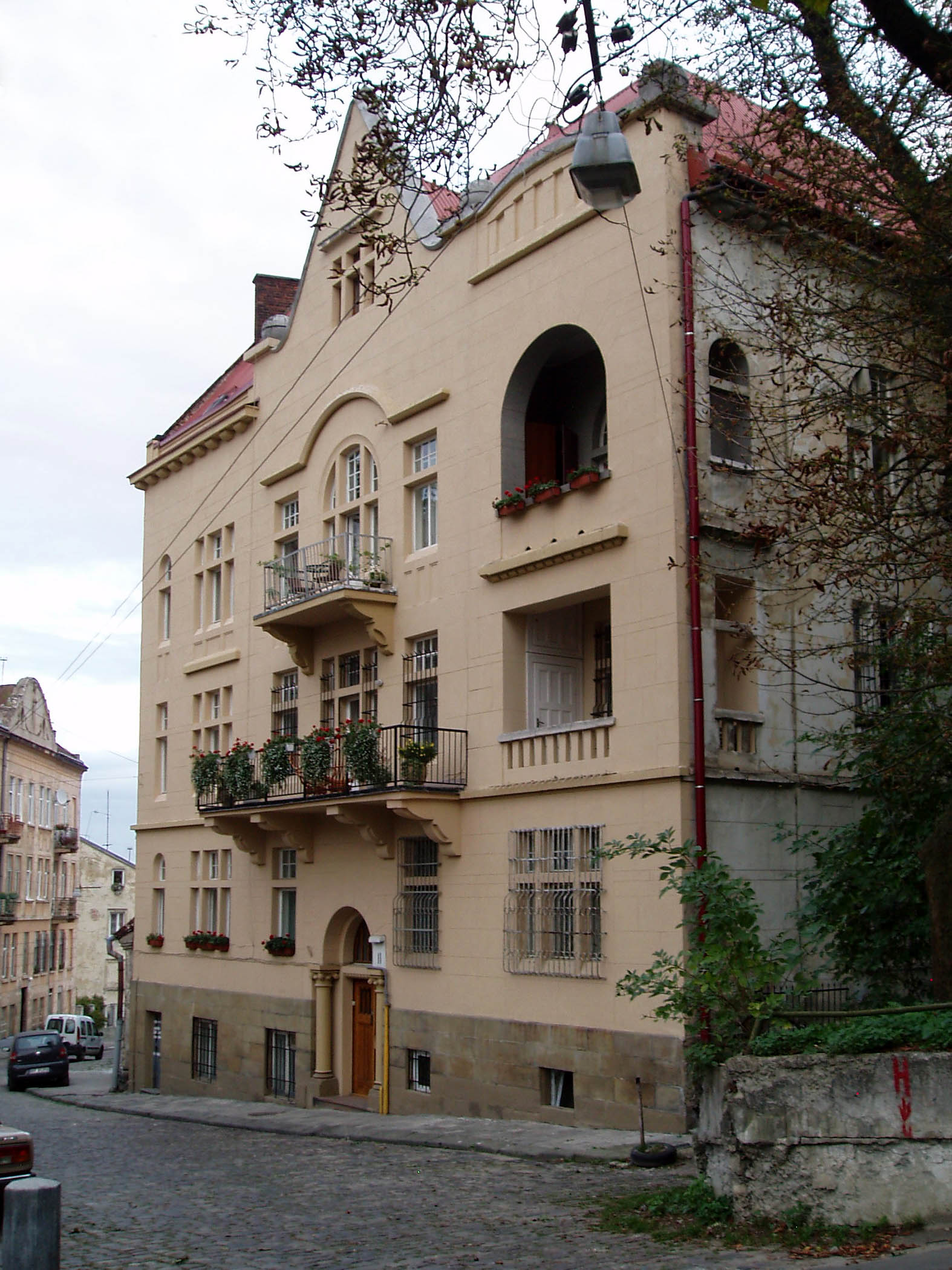
Будинок № 11 (горішня частина вулиці)
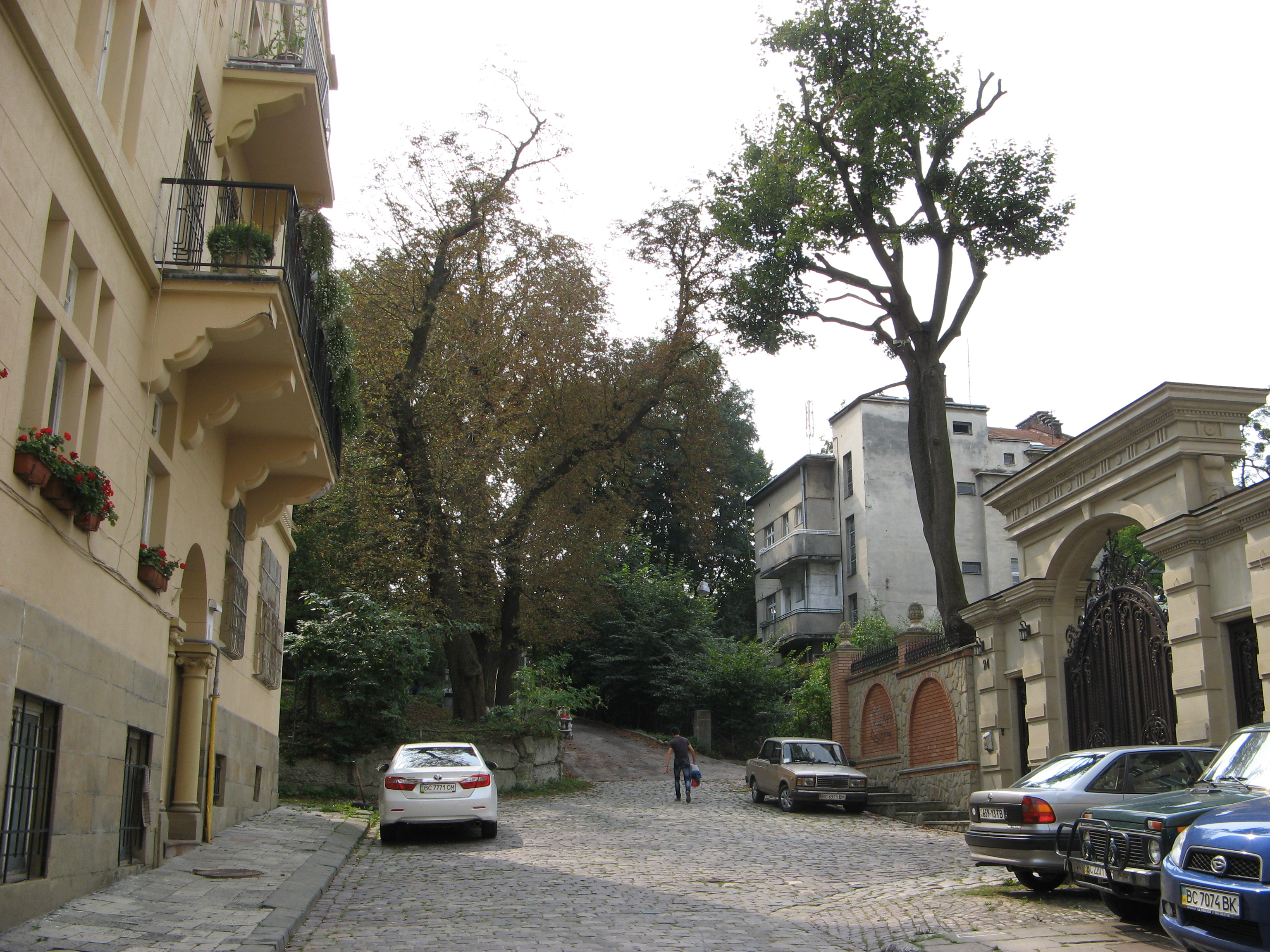
Кам'яниця (Каліча Гора, 7)
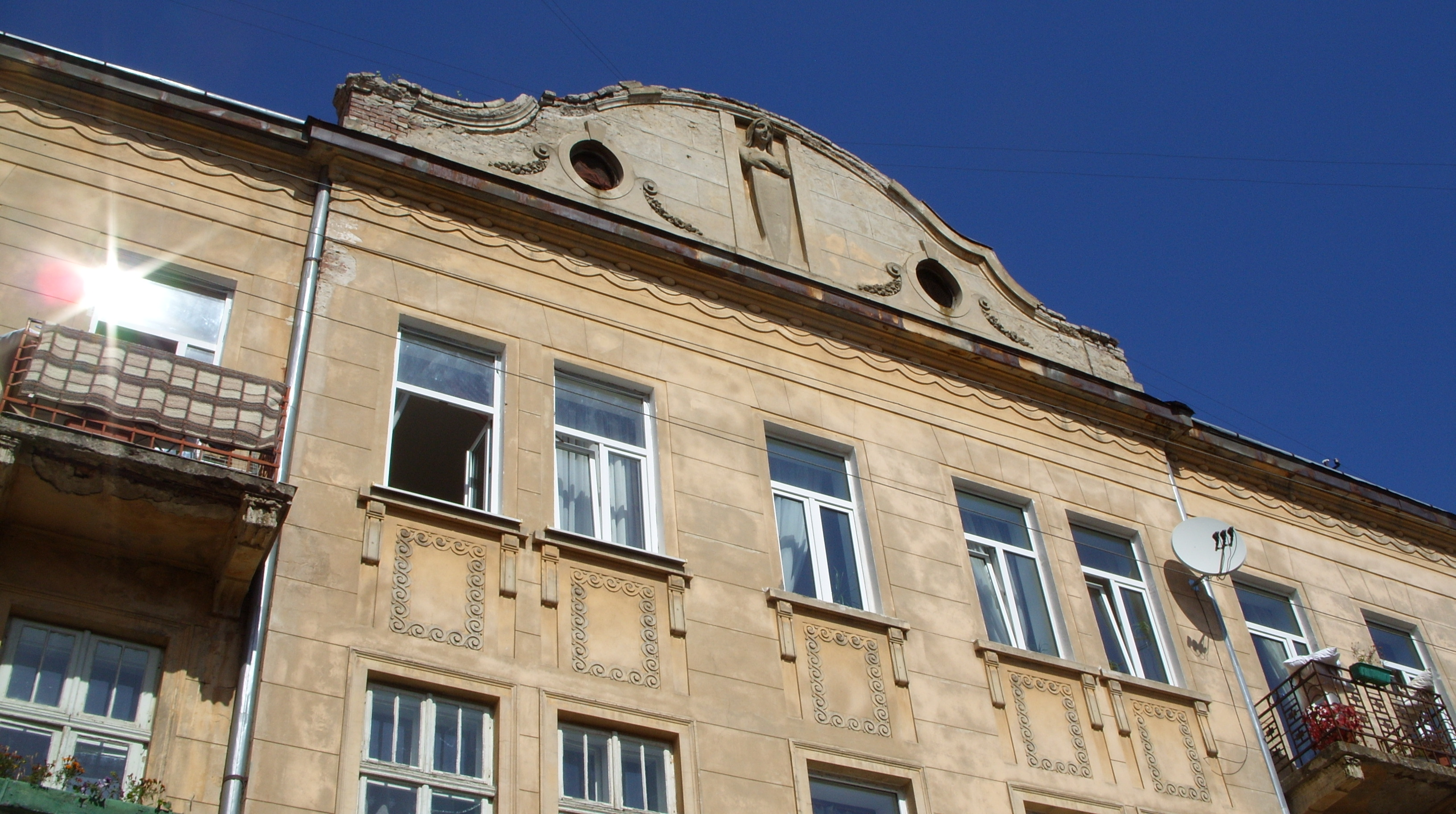
Кам'яниця (Каліча Гора, 18)
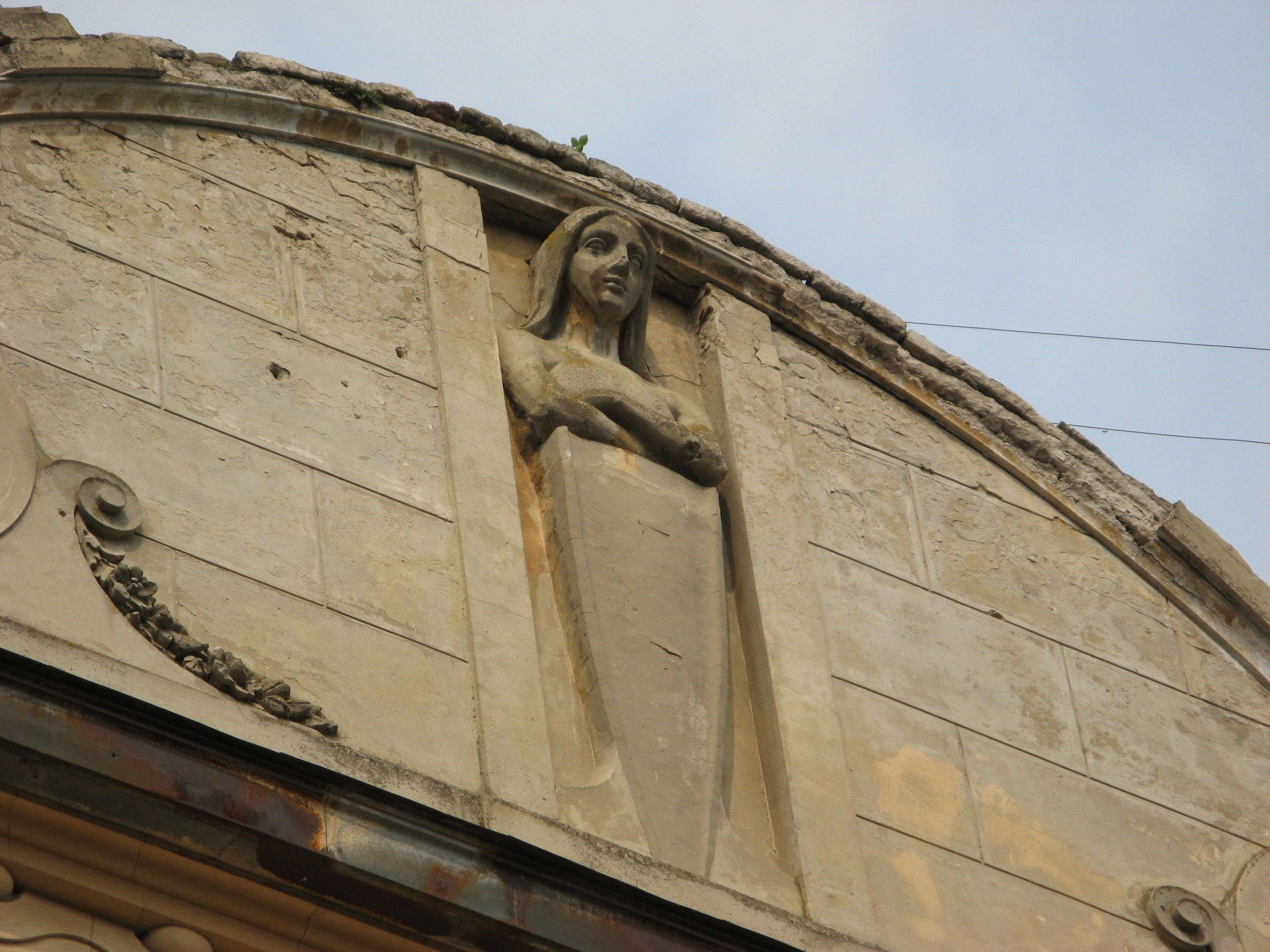
Фрагмент декору кам'яниці (Каліча Гора, 18)
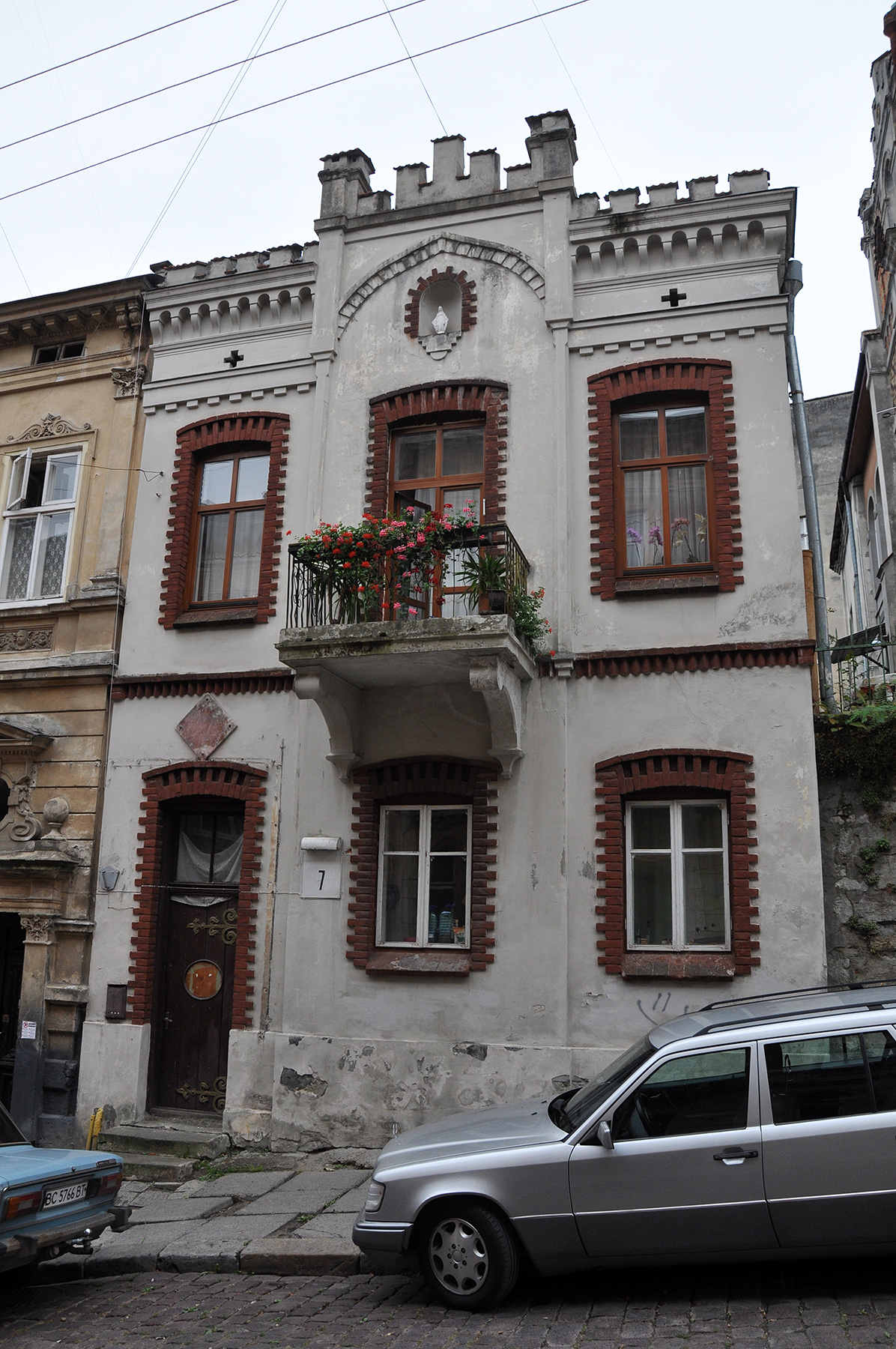
Будинок № 7
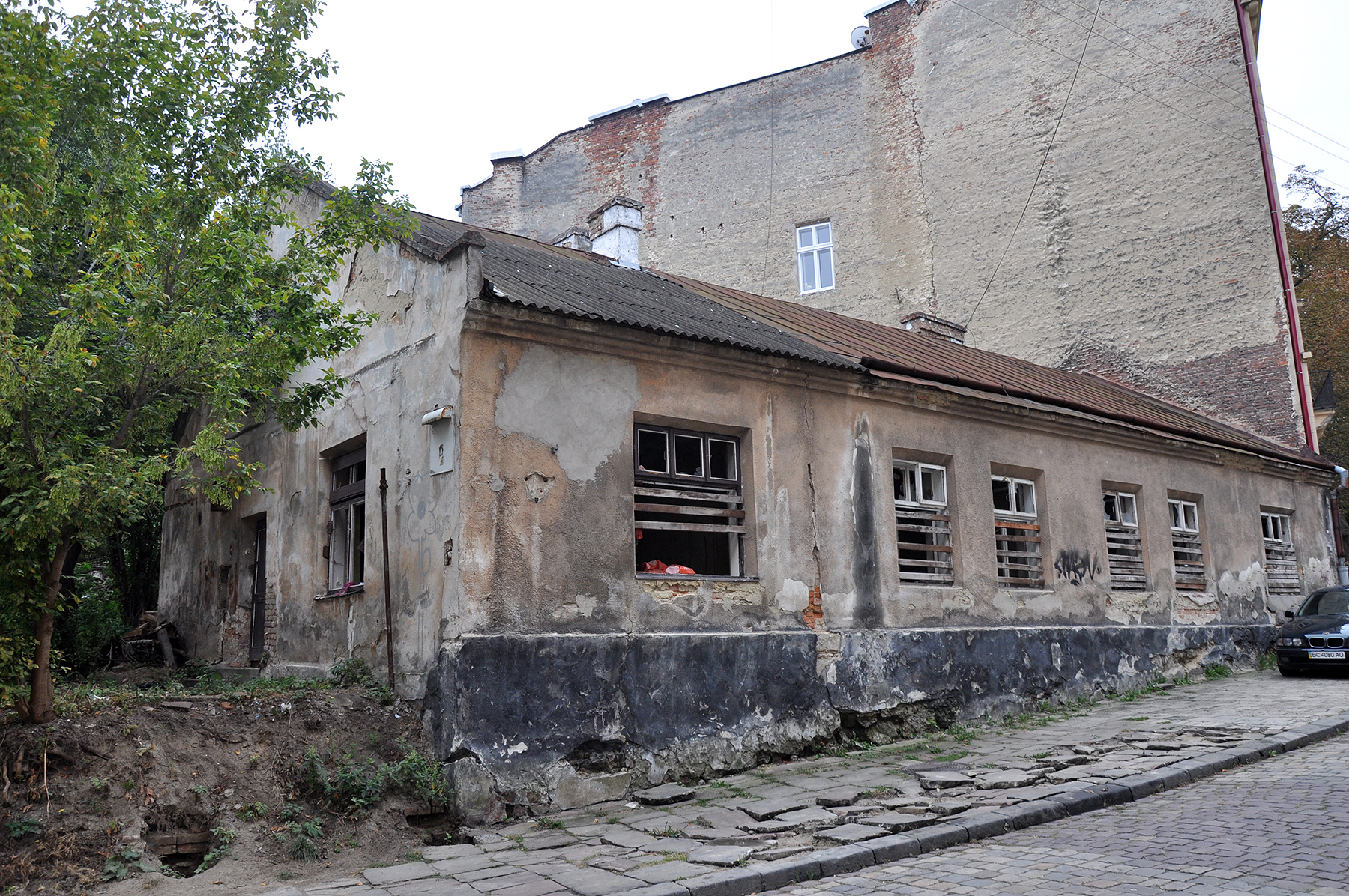
Будинок № 9
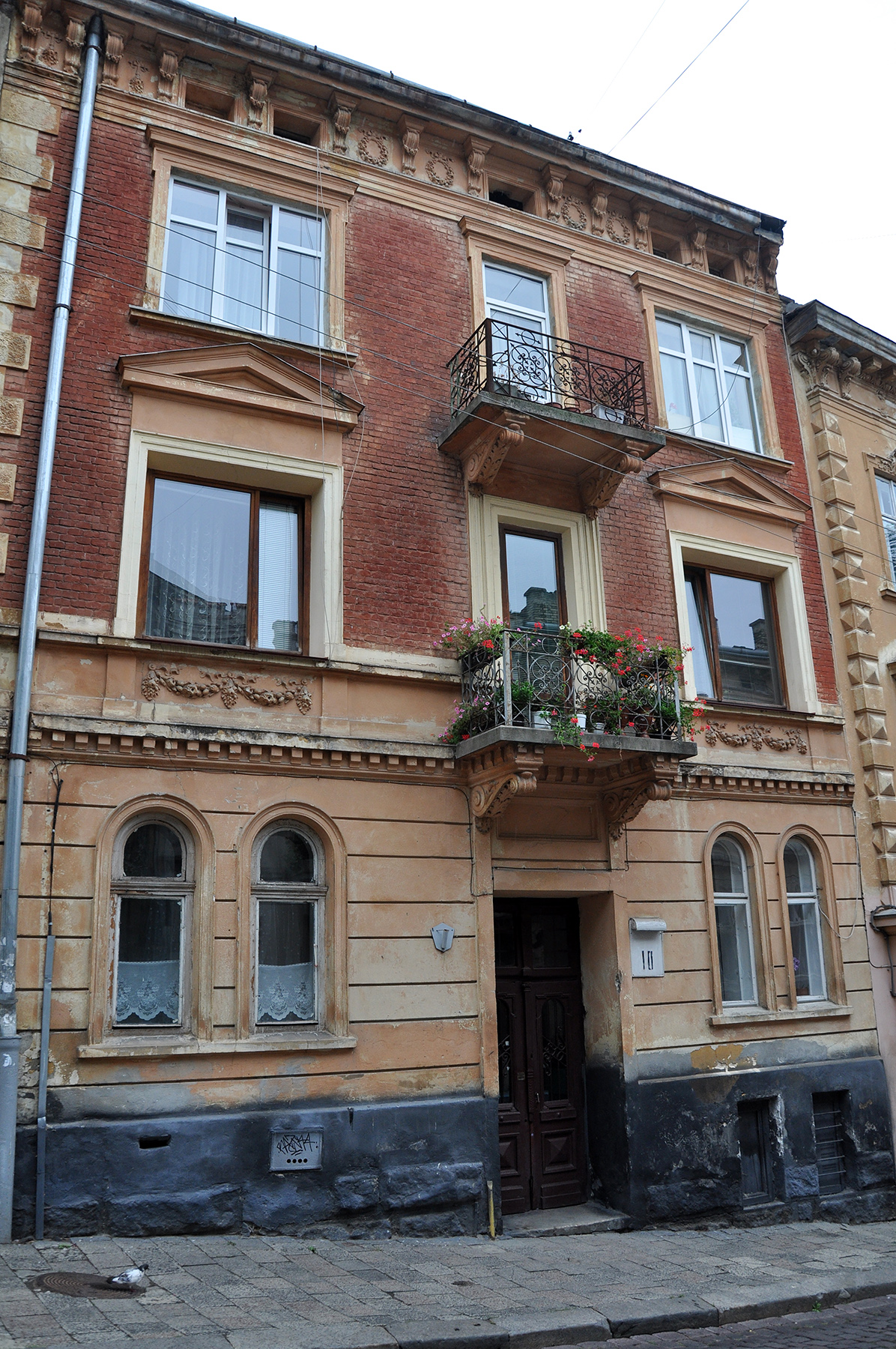
Будинок № 10
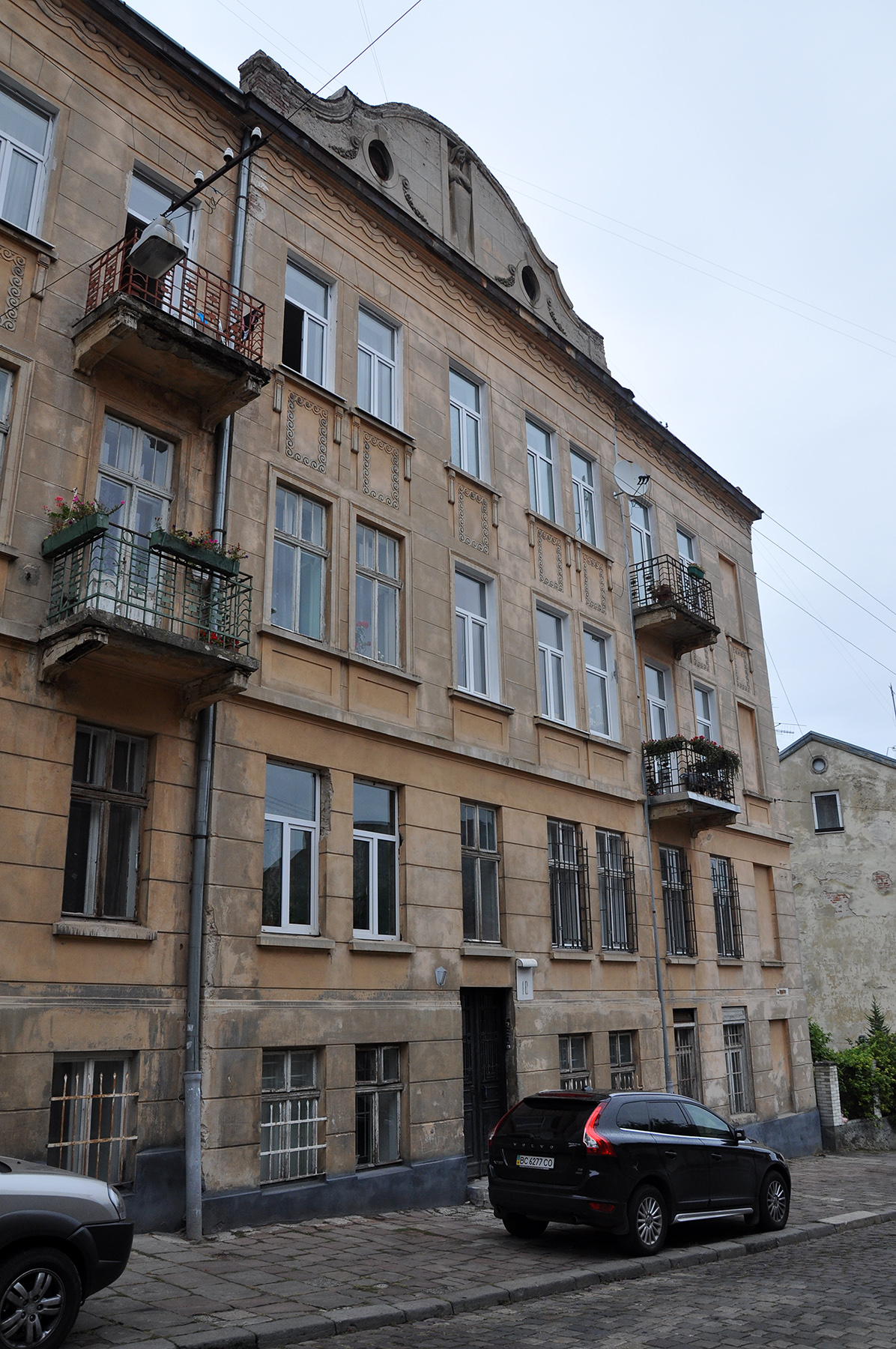
Будинок № 18
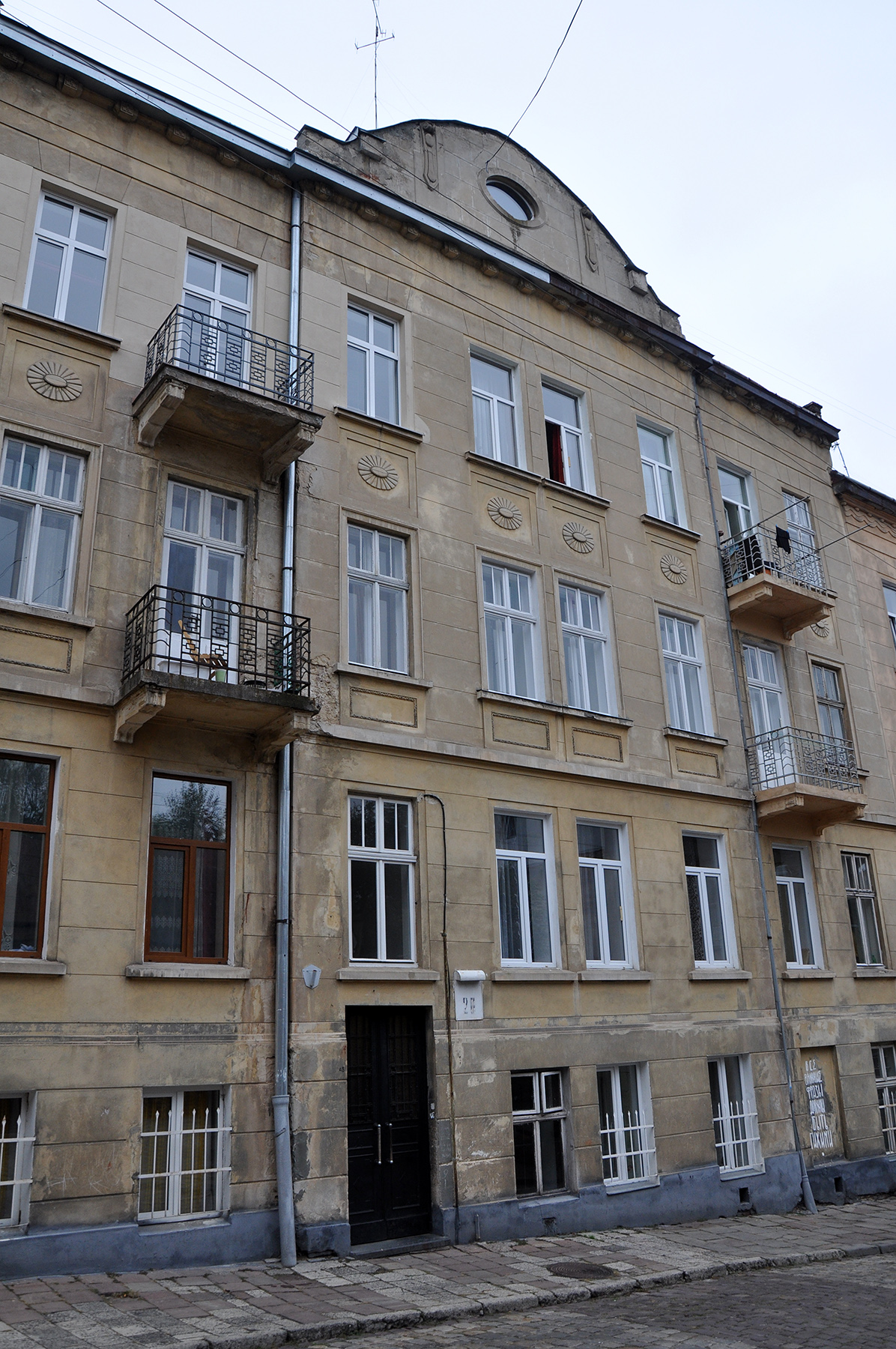
Будинок № 20
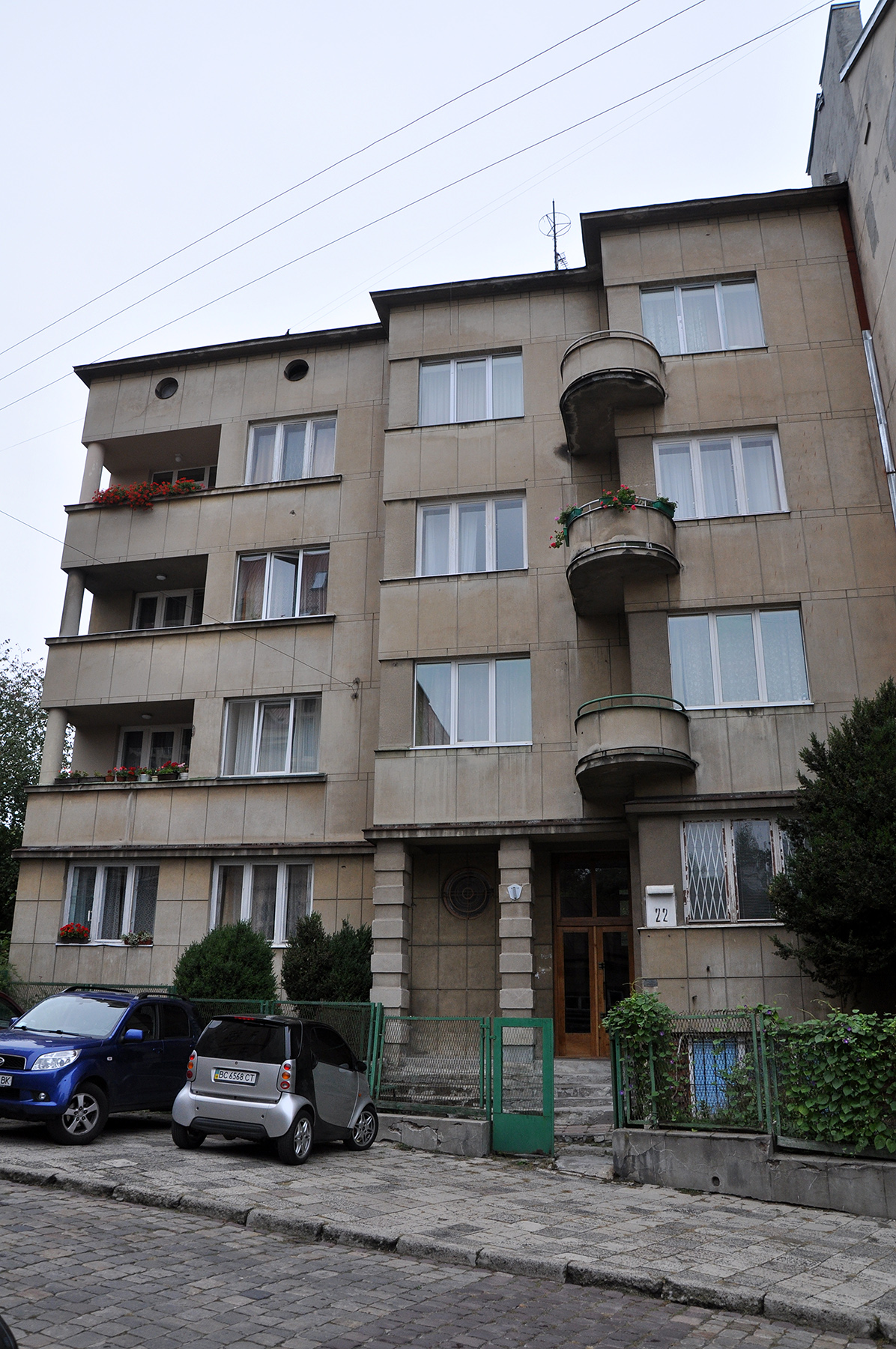
Будинок № 22